# Glasgow (circonscription du Parlement européen)
Pour les articles homonymes, voir Glasgow (homonymie).
La circonscription de Glasgow est une ancienne circonscription électorale britannique utilisée tous les cinq ans dans le cadre des élections européennes pour désigner, par une élection au suffrage universel direct, un eurodéputé.

## Liste des députés européens
| Élection | Député       | Parti | Parti        |
| -------- | ------------ | ----- | ------------ |
| 1979     | Janey Buchan |       | Travailliste |
| 1984     | Janey Buchan |       | Travailliste |
| 1989     | Janey Buchan |       | Travailliste |
| 1994     | Bill Miller  |       | Travailliste |

## Résultats électoraux

### 1979
| Candidats                      | Candidats                      | Partis                         | Voix    | %    | +/− |
| ------------------------------ | ------------------------------ | ------------------------------ | ------- | ---- | --- |
|                                | Janey Buchan                   | Parti travailliste             | 73 846  | 49,0 |     |
|                                | B. Vaughan                     | Parti conservateur             | 41 144  | 27,3 |     |
|                                | George Leslie                  | Parti national écossais        | 24 776  | 16,4 |     |
|                                | Elspeth Attwooll               | Parti libéral                  | 11 073  | 7,3  |     |
| Total (Participation : 28,2 %) | Total (Participation : 28,2 %) | Total (Participation : 28,2 %) | 150 704 | 100  |     |

### 1984
| Candidats                      | Candidats                      | Partis                         | Voix    | %    | +/−  |
| ------------------------------ | ------------------------------ | ------------------------------ | ------- | ---- | ---- |
|                                | Janey Buchan                   | Parti travailliste             | 91 015  | 59,2 | 10,2 |
|                                | S.C. Chadd                     | Parti conservateur             | 25 282  | 16,5 | 10,8 |
|                                | C.M. Mason                     | Parti libéral                  | 20 867  | 13,6 | 6,3  |
|                                | N.M.T.M. MacLeod               | Parti national écossais        | 16 456  | 10,7 | 5,7  |
| Total (Participation : 29,6 %) | Total (Participation : 29,6 %) | Total (Participation : 29,6 %) | 153 620 | 100  |      |

### 1989
| Candidats                      | Candidats                      | Partis                         | Voix    | %    | +/−  |
| ------------------------------ | ------------------------------ | ------------------------------ | ------- | ---- | ---- |
|                                | Janey Buchan                   | Parti travailliste             | 107 818 | 55,4 | 3,8  |
|                                | A. Brophy                      | Parti national écossais        | 48 586  | 24,9 | 14,2 |
|                                | A.K. Bates                     | Parti conservateur             | 20 761  | 10,7 | 5,8  |
|                                | D. L. Spaven                   | Parti vert                     | 12 229  | 6,3  |      |
|                                | J. Morrison                    | Libéraux-démocrates            | 3 887   | 2,0  | 11,6 |
|                                | D. Chalmers                    | Parti communiste britannique   | 1 164   | 0,6  |      |
|                                | J. Simons                      | Parti communiste international | 193     | 0,1  |      |
| Total (Participation : 39,9 %) | Total (Participation : 39,9 %) | Total (Participation : 39,9 %) | 194 638 | 100  |      |

### 1994
| Candidats                      | Candidats                      | Partis                              | Voix    | %    | +/− |
| ------------------------------ | ------------------------------ | ----------------------------------- | ------- | ---- | --- |
|                                | Bill Miller                    | Parti travailliste                  | 83 953  | 52,6 | 2,8 |
|                                | A. Brophy                      | Parti national écossais             | 40 795  | 25,6 | 0,7 |
|                                | Tommy Sheridan                 | Militant du travail                 | 12 113  | 7,6  |     |
|                                | R.M. Wilkinson                 | Parti conservateur                  | 10 888  | 6,8  | 3,9 |
|                                | J. Money                       | Libéraux-démocrates                 | 7 291   | 4,6  | 2,6 |
|                                | P.J. O'Brien                   | Parti vert                          | 2 252   | 1,4  | 4,9 |
|                                | J. Fleming                     | Parti socialiste de Grande-Bretagne | 1 195   | 0,7  |     |
|                                | M.R. Wilkinson                 | Parti de la loi naturelle           | 868     | 0,5  |     |
|                                | C. H. Marsden                  | Parti communiste international      | 381     | 0,2  | 0,1 |
| Total (Participation : 34,5 %) | Total (Participation : 34,5 %) | Total (Participation : 34,5 %)      | 159 736 | 100  |     |